# ایرنه آنجلینا
ایرنه آنجلینا (یونانی: Εἰρήνη Ἀγγελίνα; حدود ۱۱۸۱ – ۲۷ اوت ۱۲۰۸) ملکه حاکم اهل امپراتوری روم شرقی بود.